# Klášterní mlýn (Vyšší Brod)
Klášterní mlýn ve Vyšším Brodě v okrese Český Krumlov je původně gotický vodní mlýn, který stojí v jihozápadní části kláštera na říčce Menší Vltavice. Spolu s areálem kláštera je chráněn jako nemovitá kulturní památka České republiky a zároveň i jako národní kulturní památka.

## Historie

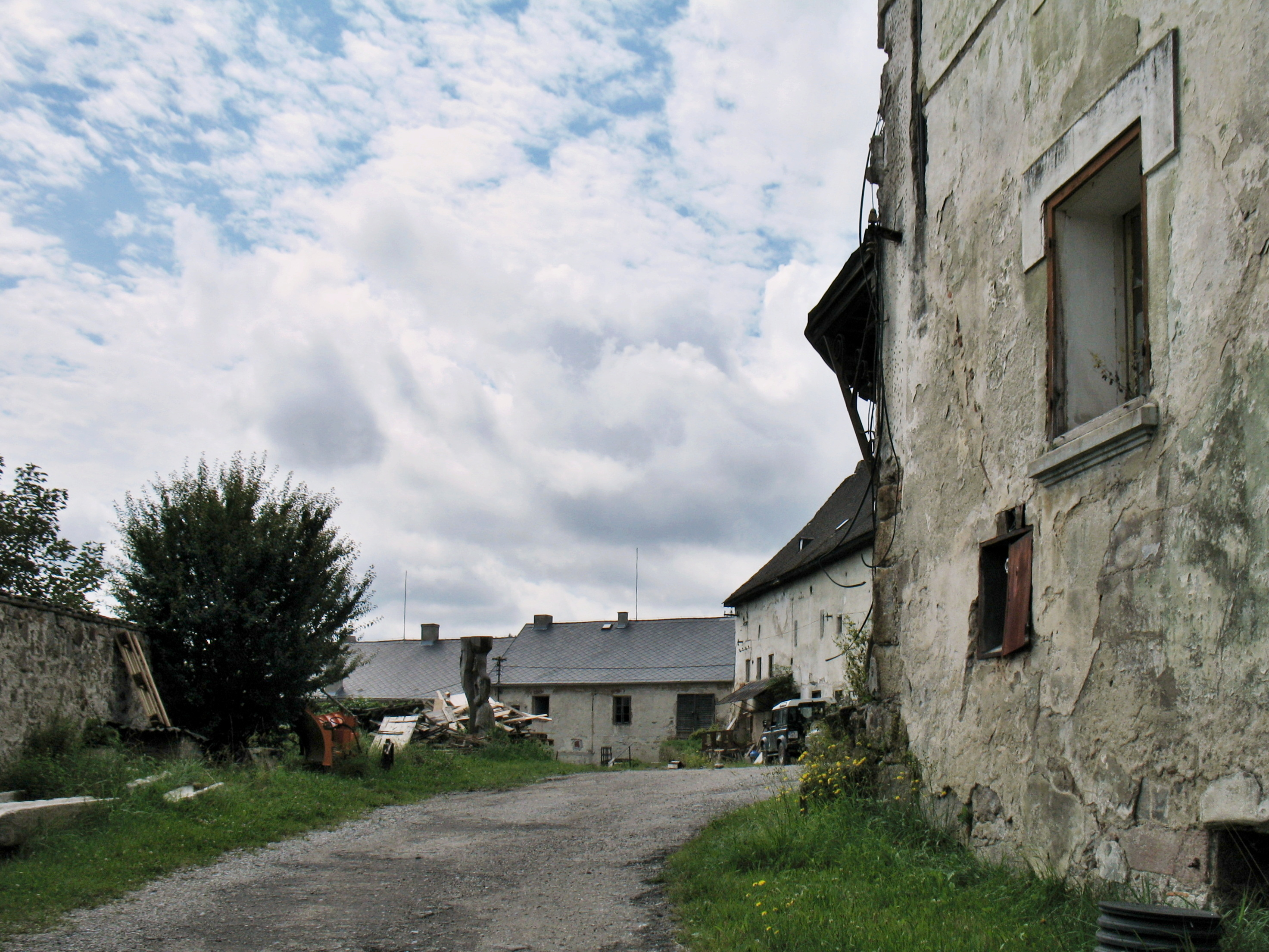
Pohled do hospodářského dvora od starého pivovaru

Mlýn je doložen ve 14. století. Jméno posledního mlynáře je doloženo z období první Československé republiky.

## Popis
Zděná jednopatrová mlýnice je bez obytné budovy.
Voda na vodní kolo vedla náhonem v podobě podzemní stoky a odtokovým kanálem se vracela zpět. Dochovalo se torzo uměleckého složení. Pila jednuška, která stála v klášterní zahradě, zanikla stejně jako vodní kolo na vrchní vodu.